# Entergalactic (альбом)
| Оценки критиков | Оценки критиков |
| Источник        | Оценка          |
| --------------- | --------------- |
| Pitchfork       | 6.5/10          |

Entergalactic — восьмой студийный альбом американского музыканта Кида Кади. Альбом был выпущен 30 сентября 2022 года на лейблах Republic Records и Wicked Awesome. Альбом был выпущен вместе с его визуальной составляющей, одноименным анимационным фильмом для совершеннолетних, эксклюзивно на Netflix.
Изначально альбом был анонсирован в 2019 году в пресс-релизе, рассказывающем об анимационном музыкальном сериале, созданном Кади вместе с американским кинопродюсером Кением Баррисом для Netflix, причем альбом и сериал должны были выйти в один день. Позднее эти два проекта были отложены на 2022 год, так как Кади сосредоточился на работе над альбомом Man on the Moon III: The Chosen (2020).
В записи альбома приняли участие такие известные продюсеры как Скриллекс, Стив Аоки, Take a Daytrip и другие. Кроме того, альбом содержит гостевые участия Ty Dolla Sign, 2 Chainz, Стива Аоки и Don Toliver. В поддержку альбома Entergalactic были выпущены два сингла: «Do What I Want» и «Willing to Trust».

## Список композиций
| №                   | Название                                                                   | Автор(ы)                                                                             | Продюсер(ы)                                                         | Длительность |
| ------------------- | -------------------------------------------------------------------------- | ------------------------------------------------------------------------------------ | ------------------------------------------------------------------- | ------------ |
| 1.                  | «Entergalactic Theme»                                                      | Oladipo Omishore и William J. Sullivan                                               | Dot da Genius, Кид Кади и Sullivan                                  | 1:30         |
| 2.                  | «New Mode»                                                                 | Scott Mescudi и Omishore                                                             | Dot da Genius и Kid Cudi                                            | 3:56         |
| 3.                  | «Do What I Want»                                                           | Mescudi, Omishore, David Biral, Denzel Baptiste, Levi Carter, Roy Lenzo и Russ Chell | Take a Daytrip, Chell, Carter[a] и Lenzo[a]                         | 2:52         |
| 4.                  | «Angel»                                                                    | Mescudi, Jean-Baptiste Kouame, Jeremiah Raisen и Justin Raisen                       | Dot da Genius, Jean-Baptiste, Justin Raisen, Kid Cudi и Sadpony     | 2:26         |
| 5.                  | «Ignite the Love»                                                          | Mescudi, Carlton McDowell и Rex Masamune Kudo                                        | McDowell, Dot Da Genius, Heavy Mellow, Kid Cudi, Kudo и Скриллекс   | 2:42         |
| 6.                  | «In Love»                                                                  | Mescudi, Evan Mast, Mike Stroud и Omishore                                           | Dot da Genius и Kid Cudi                                            | 3:38         |
| 7.                  | «Willing to Trust» (при участии Ty Dolla Sign)                             | Mescudi, Omishore, Mast, Rami Eadeh, Lenzo и Tyrone Griffin Jr.                      | Dot da Genius, E. Vax, Kid Cudi и Ramii                             | 4:42         |
| 8.                  | «Can't Believe It» (при участии 2 Chainz)                                  | Mescudi, Omishore, Tauheed Epps, Nick Koenig и Patrick Reynolds                      | Dot da Genius, Hot Sugar, Kid Cudi и Plain Pat                      | 2:52         |
| 9.                  | «Livin' My Truth»                                                          | Mescudi, Omishore, Al Green[d], Vincent Goodyer и Mast                               | Dot da Genius, Kid Cudi, E. Vax[a] и 18yoman[a]                     | 2:13         |
| 10.                 | «Maybe So»                                                                 | Mescudi, Teo Halm и Mid-Air Thief[e]                                                 | Dot da Genius, Kid Cudi и Halm                                      | 3:40         |
| 11.                 | «Can't Shake Her» (при участии Ty Dolla Sign)                              | Mescudi, Omishore и Griffin                                                          | Dot da Genius и Kid Cudi                                            | 2:56         |
| 12.                 | «She's Lookin' for Me»                                                     | Mescudi, Omishore, Sullivan и Eadeh                                                  | Dot da Genius, Kid Cudi, Ramii и Sullivan                           | 3:35         |
| 13.                 | «My Drug»                                                                  | Mescudi, Sullivan, Jarrett Goodly и Margaux Whitney                                  | Dot da Genius, Kid Cudi, Sensei Buenos, Sullivan и Yuli             | 2:11         |
| 14.                 | «Somewhere to Fly» (при участии Don Toliver)                               | Mescudi, Ashtyn Watson, Caleb Toliver и Ebony Oshunrinde                             | Dot da Genius, Kid Cudi, Lucy Clubhouse и WondaGurl                 | 2:56         |
| 15.                 | «Burrow» (при участии Don Toliver, Steve Aoki и Dot da Genius; бонус трек) | Mescudi, Toliver, Omishore, Michael Gazzo и Steve Aoki                               | Dot da Genius, Gazzo, Kid Cudi, Aoki и Derek "206derek" Anderson[v] | 3:31         |
| Общая длительность: | Общая длительность:                                                        | Общая длительность:                                                                  | Общая длительность:                                                 | 45:40        |

Примечания
- ↑  обозначает дополнительного продюсера
- ↑  обозначает вокального продюсера

Семплы
- ↑  Композиция «Livin' My Truth» содержит семпл песни «Simply Beautiful», написанной и исполненной Элом Грином.
- ↑  «Maybe So» содержит семпл песни «Crumbling Together», написанной и исполненной Mid-Air Thief.